# Parijs-Tours 2011
De 105e editie van Parijs-Tours werd gehouden op 9 oktober 2011. De wedstrijd startte in La Loupe en eindigde in Tours. De afstand was 230,5 kilometer.

## Verloop
De beginfase van de koers stond in het teken van een lange vlucht. Will Clarke, David Boucher, Sébastien Delfosse, Rubens Bertogliati en Jurgen Van Goolen bouwden een maximale voorsprong op van elf minuten. Deze ruime voorsprong bleek niet genoeg: 50 kilometer voor de finish werden ze teruggehaald door het peloton.
Wat volgde, was een chaotische situatie. Eenentwintig man scheidden zich af en er ontstond daarachter waaiervorming; vele renners losten uit het peloton. Het verschil tussen de leiders en het peloton schommelde kilometers lang tussen één en anderhalve minuut.
Het  was Arnaud Gerard die als eerste demarreerde uit de kopgroep. Hij werd op zeven kilometer van de meet gepasseerd door Marco Marcato en Greg Van Avermaet. Deze twee werkten goed samen en hielden zich de achtervolgers van het lijf. In de sprint bleek Van Avermaet oppermachtig.

## Uitslag
| Parijs–Tours 2011 (230,5 km) |                     |                      |          |
| Plaats                       | Naam                | Ploeg                | Tijd     |
| Winnaar                      | Greg Van Avermaet   | BMC Racing Team      | 5u21'43" |
| 2                            | Marco Marcato       | Vacansoleil DCM      | + 2"     |
| 3                            | Kasper Klostergaard | Saxo Bank-Sungard    | + 15"    |
| 4                            | Ian Stannard        | Team Sky             | z.t.     |
| 5                            | László Bodrogi      | Team Type 1 - SANOFI | z.t.     |
| 6                            | Mickaël Delage      | Française des Jeux   | + 22"    |
| 7                            | Geoffroy Lequatre   | Team RadioShack      | z.t.     |
| 8                            | Stuart O'Grady      | Team Leopard-Trek    | z.t.     |
| 9                            | Roy Curvers         | Skil-Shimano         | z.t.     |
| 10                           | Arnaud Gérard       | Française des Jeux   | + 26"    |

1896 · 
1897-1900 · 
1901 · 
1902-1905 · 
1906 · 
1907 · 
1908 · 
1909 · 
1910 · 
1911 · 
1912 · 
1913 · 
1914 · 
1915-1916 · 
1917 · 
1918 · 
1919 · 
1920 · 
1921 · 
1922 · 
1923 · 
1924 · 
1925 · 
1926 · 
1927 · 
1928 · 
1929 · 
1930 · 
1931 · 
1932 · 
1933 · 
1934 · 
1935 · 
1936 · 
1937 · 
1938 · 
1939 · 
1940 · 
1941 · 
1942 · 
1943 · 
1944 · 
1945 · 
1946 · 
1947 · 
1948 · 
1949 · 
1950 · 
1951 · 
1952 · 
1953 · 
1954 · 
1955 · 
1956 · 
1957 · 
1958 · 
1959 · 
1960 · 
1961 · 
1962 · 
1963 · 
1964 · 
1965 · 
1966 · 
1967 · 
1968 · 
1969 · 
1970 · 
1971 · 
1972 · 
1973 · 
1974 · 
1975 · 
1976 · 
1977 · 
1978 · 
1979 · 
1980 · 
1981 · 
1982 · 
1983 · 
1984 · 
1985 · 
1986 · 
1987 · 
1988 · 
1989 · 
1990 · 
1991 · 
1992 · 
1993 · 
1994 · 
1995 · 
1996 · 
1997 · 
1998 · 
1999 · 
2000 · 
2001 · 
2002 · 
2003 · 
2004 · 
2005 · 
2006 · 
2007 · 
2008 · 
2009 · 
2010 · 
2011 · 
2012 · 
2013 · 
2014 · 
2015 · 
2016 · 
2017 · 
2018 · 
2019 ·
2020 ·
2021 ·
2022 ·
2023 ·
2024 ·